# Harki

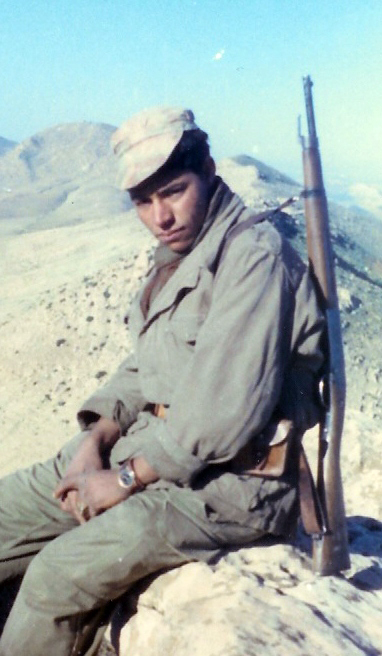
Ein Harki, 1961

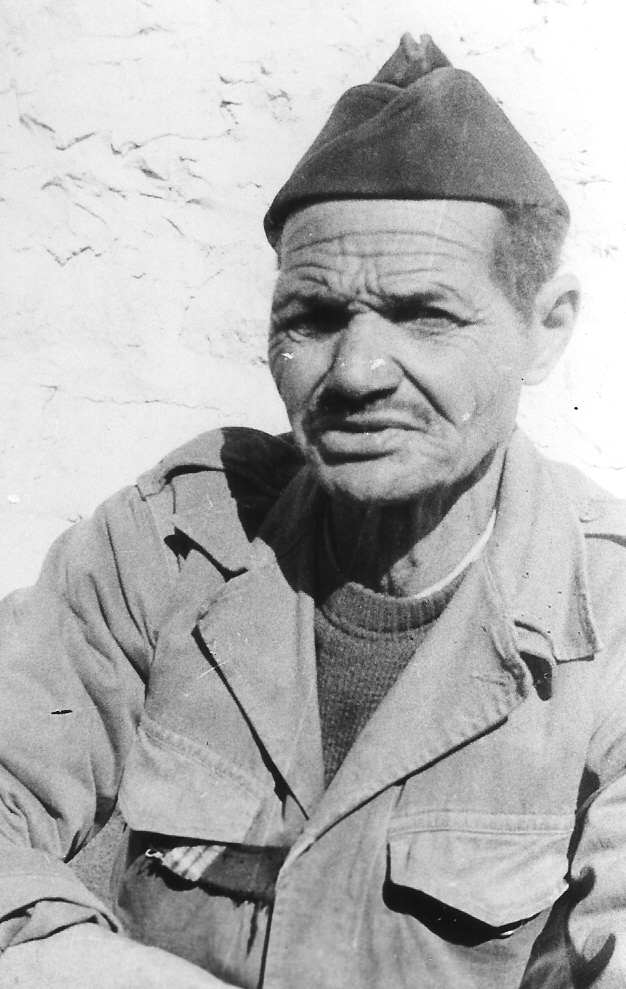
Ein Harki, Veteran des Zweiten Weltkrieges, 1961

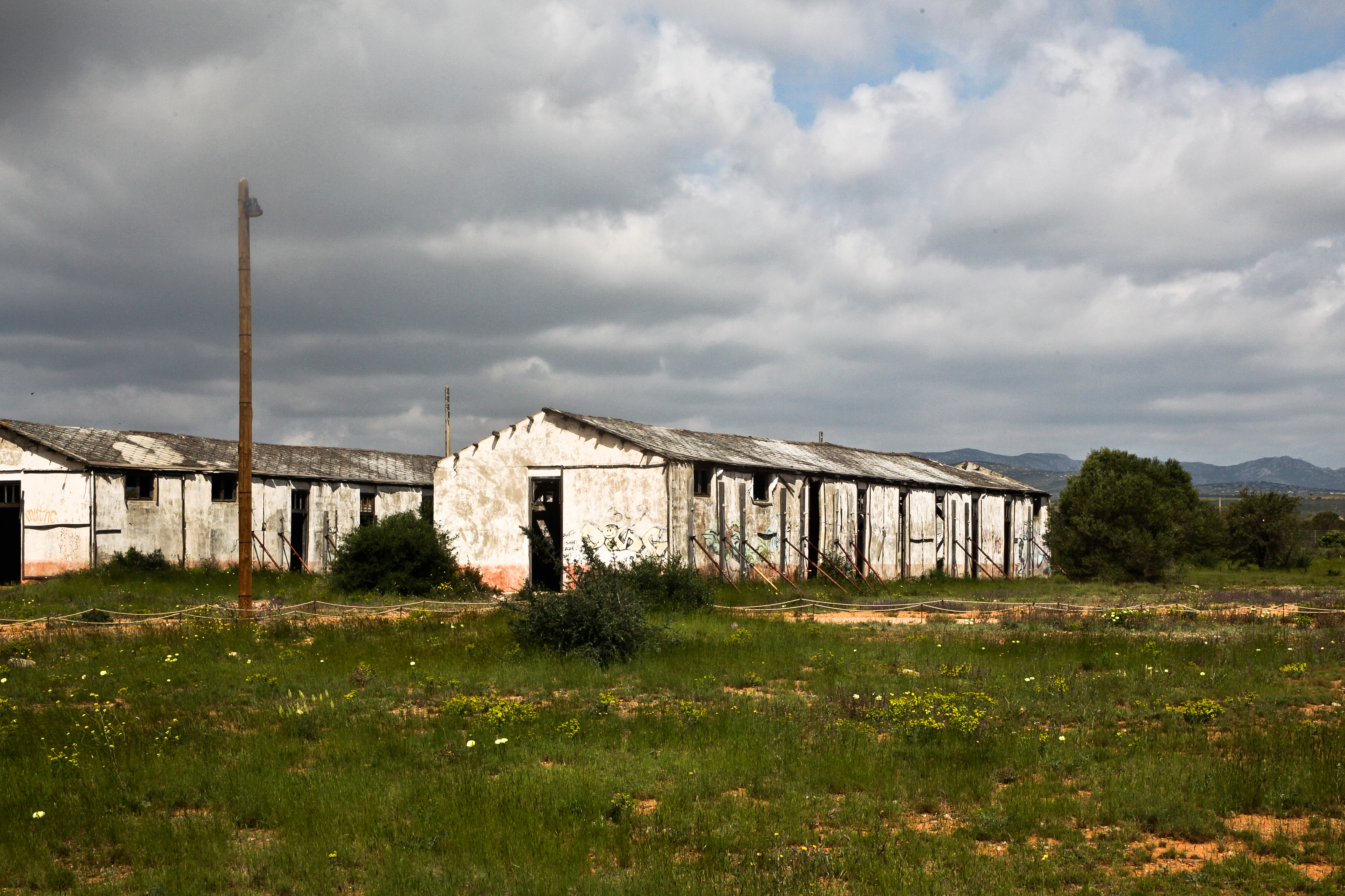
Camp de Rivesaltes, das ab 1962 als Lager für Harkis und ihre Familien genutzt wurde

Harki, von arabisch حركة, DMG ḥaraka(t) ‚Bewegung‘, bezeichnet einen Gehilfen der französischen Armee, der während des Algerienkrieges 1954–1962 diente.
Weiterhin werden oft alle algerischen Muslime so genannt, die sich zur Französischen Republik bekannten und nicht für die Unabhängigkeit Algeriens eintraten.

## Hintergrund
Nach der Besetzung Algeriens durch Frankreich ab 1830 stellt die französische Armee 2.000 Mann als Hilfstruppen auf, die vorher der osmanischen Herrschaft gedient hatten (sog. Turcos). Mitte des 19. Jahrhunderts hatte jede der drei Provinzen ein eigenes Schützenregiment (Régiment des Tirailleurs). 1912 führte die französische Regierung für die Einheimischen die Wehrpflicht ein. Infolgedessen nahmen rund 90.000 Algerier als Soldaten am Ersten Weltkrieg teil. Im Zweiten Weltkrieg dienten mehr als 66.000 Algerier in den französischen Streitkräften. Der Kern der Einheiten bestand aus Rekruten, in deren Familien der Armeedienst schon seit mehreren Generationen üblich war.

## Geschichte
Bereits 1952 gründete der Ethnologe Jean Servier, der im Auftrag der Kolonialverwaltung arbeitete, eine Haraka (in der französischen Literatur Harka) im Sinne einer Bürgerwehr mit dem Ziel, einen loyalistischen Stamm in einem Stammeskonflikt zu unterstützen. 1955 stellten die Speziellen Administrationseinheiten der Armee, die zivilen Aufbau und den Kontakt mit der Bevölkerung fördern sollten, zu ihrem eigenen Schutz pro Einheit ein Maghzen Hilfstruppen auf. Bei rund 40 solcher Einheiten hatten diese als Moghaznis bekannten Kämpfer eine Gesamtstärke von rund 1.200 Mann. 1959 umfassten diese Hilfstruppen 28.000 Mann. 1956 verkündete ein Befehl von General Henri Lorillot die Aufstellung von Harkas auf Korpsebene. Den Harkis war eine Aufklärungsrolle zum Aufspüren der Guerillas der FLN (Nationalen Befreiungsfront) zugedacht. Die Zerschlagung der gegnerischen Verbände sollten französische Truppen übernehmen. Harkis erhielten nur ein geringes Handgeld sowie Kost und Logis. Im Gefecht erlittene Verwundungen wurden nach französischem Recht wie zivile Arbeitsunfälle behandelt. Bei Kriegsende 1962 gab es rund 45.000 Harkis, 60.000 Wehrdienstleistende und 20.000 Berufssoldaten aus Algerien in der französischen Armee, dazu 60.000 Mitglieder örtlich gebundener Milizen. Darüber hinaus gab es neben dem Militärapparat noch rund 50.000 Staatsangestellte.
Nach der Unabhängigkeit kam es zu zahlreichen gewalttätigen Übergriffen der FLN und von Sympathisanten der Unabhängigkeitsbewegung. Stellenweise wurde die Rache an den als Kollaborateuren wahrgenommenen Algeriern benutzt, um die eigene Loyalität zu beweisen und Nähe zum neuen Regime zu demonstrieren. Zahlen darüber liegen nur für einzelne Orte und Bezirke vor. Im Arrondissement Akbou nahe Sétif wurden auf 100.000 Einwohner rund 2.000 Menschen als Kollaborateure getötet. Schätzungen gehen von rund 6.000 bis 10.000 Todesopfern unter den Harkis für die Gesamtzeit des Krieges und die Gewalt nach der Unabhängigkeit aus. Der Vertrag von Evian sah keine Regelung bezüglich der ehemaligen Soldaten der Kolonialmacht vor. Charles de Gaulle lehnte die Aufnahme der Harkis in Frankreich kategorisch ab. Bedenken von Seiten des Militärs und seines Verteidigungsministers Pierre Messmer wies de Gaulle zurück. Gegen die von ihm erlassenen Gesetze organisierten aktive und ehemalige Militärangehörige ein Netzwerk, mit dem nach Schätzungen rund 100.000–260.000 Menschen nach Frankreich emigrierten.
Die ehemaligen Kämpfer und ihre Familien wurden zumeist in Militärlagern und ehemaligen Internierungslagern aus der Vichyzeit untergebracht. Es dauerte bis in die 1970er Jahre, bis die letzten Flüchtlinge aus den Lagern in normale Wohnungen umgesiedelt wurden. Die Mehrheit, die zumeist aus der Schicht der ungebildeten Landbevölkerung stammte, lebte in Frankreich ein Leben in sozialer Segregation.
Den 25. September 2001 erklärte der Staatschef Jacques Chirac als den Tag der Nationalen Anerkennung der Harkis. Am 5. Dezember 2007 empfing Präsident Nicolas Sarkozy die Vertreter der Harkis im Élysée-Palast. Er sagte Bemühungen zu, die Harki besser in die Gesellschaft Frankreichs zu integrieren. Eine offizielle Entschuldigung für die damaligen Gräueltaten, wie er selbst im Rahmen seines Wahlkampfs zur Präsidentschaftskandidat am 31. März 2007 zugesagt hatte, blieb jedoch aus.
2016 gestand Präsident François Hollande „die Verantwortung des französischen Staates“ für die Massaker an den Harkis ein, ebenso „die inhumanen Aufnahmebedingungen“.
Die Konfliktsituation der Harkis mit anderen Algeriern wird an die nachfolgenden Generationen weitergegeben, die von Harkis und algerischen Einwanderern abstammen.